# Emil Pettersson
Karl Emil Ilmari Pettersson, född 14 januari 1994 i Sundsvall, är en svensk ishockeyforward som tillhör hockeyorganisationen Timrå IK. 
Han har tidigare spelat för Milwaukee Admirals i AHL samt Växjö Lakers, Skellefteå AIK och Modo Hockey i SHL och Timrå IK i Hockeyallsvenskan.  
Petterssons moderklubb är Ånge IK.

## Spelarkarriär

### NHL

#### Nashville Predators
Pettersson draftades av Nashville Predators som 155:e spelare i NHL-draften 2013. Han spelade för Predators farmarlag Milwaukee Admirals i två säsonger mellan 2017 och 2019 där han var lagets främste poängplockare under sina båda säsonger.

#### Arizona Coyotes
Den 8 februari 2019 blev han trejdad till Arizona Coyotes i utbyte mot Laurent Dauphin och Adam Helewka.

## Privatliv
Pettersson, som är uppvuxen i Ånge, är äldre bror till ishockeyspelaren Elias Pettersson.